# Vicugna
Vicugna è un genere di mammiferi artiodattili della famiglia dei camelidi che comprende la vigogna (Vicugna vicugna) e l'alpaca (Vicugna pacos).